# Don McFarlane (1926–2008)
Don McFarlane, właśc. Donald Cecil McFarlane (ur. 18 maja 1926 w London, zm. 5 marca 2008 tamże) – kanadyjski lekkoatleta, sprinter, uczestnik igrzysk olimpijskich.
Wystąpił na igrzyskach olimpijskich w 1948 w Londynie, gdzie zajął 5. miejsce w sztafecie 4 × 100 metrów, a także odpadł w eliminacjach biegu na 400 metrów i sztafety 4 × 400 metrów.
Był mistrzem Kanady w biegu na 220 jardów w 1946, wicemistrzem w biegu na 440 jardów w 1948 i 1949 oraz brązowym medalistą w biegu na 880 jardów w 1948.
Jako student Uniwersytetu Zachodniego Ontario grał z powodzeniem w futbol kanadyjski. Po ukończeniu studiów medycznych był znanym okulistą.
Jego młodszy brat Bob McFarlane (1927–2006), również był znanym lekkoatletą, olimpijczykiem z 1948, a później chrurgiem.